# Fusión de los Socialdemócratas Haitianos
Fusión de los Socialdemócratas Haitianos (FSH) (en francés: Fusion des Sociaux-démocrates haitiens) es un partido político de Haití.

## Historia
El partido fue creado poco antes de las elecciones de 2006 por Serge Gilles, quien en 2004 creó el Gran Partido Socialista Haitiano (Grand Parti Socialiste Haïtien, GPSH). El GPSH se fusionó con otros partidos para crear la Fusión.
En las elecciones parlamentarias del 7 de febrero de 2006, el PFSH obtuvo el 9,9% de los votos, y 4 de los 30 escaños en el Senado. En las elecciones del 7 de febrero y 21 de abril de 2006, el partido ganó 17 de los 99 escaños en la Cámara de Diputados.
En la elección presidencial de 2015 Beauzile Edmone Supplice fue presentado como el candidato del partido. Para las elecciones parlamentarias presentó 11 candidatos al Senado y 85 para la Cámara de Diputados.